# Чернышёв, Борис Константинович
Борис Константинович Чернышов (4 июля 1924 — 6 мая 1984) — советский военнослужащий, участник Великой Отечественной войны, Герой Советского Союза, командир батареи 238-го гвардейского истребительно-противотанкового артиллерийского Сандомирского ордена Ленина Краснознамённого полка 10-й гвардейской истребительно-противотанковой артиллерийской бригады 5-й гвардейской армии 1-го Украинского фронта, гвардии капитан.

## Биография
Родился 4 июля 1924 года в городе Бежица (ныне район Брянска). Окончил среднюю школу. Учился в Красноярском педагогическом институте.
В Красную Армию призван в 1941 году Красноярским горвоенкоматом Красноярского края. В 1942 году окончил Томское артиллерийское училище. В действующей армии с июня 1942 года. Член ВКП(б)/КПСС с 1943 года. Прошёл боевой путь от берегов Дона до реки Одер. Принимал участие в боях на Курской дуге, в битве за Киев, Тернополь, форсировал реки Висла и Одер.
Командир батареи 238-го гвардейского истребительно-противотанкового артиллерийского Сандомирского ордена Ленина Краснознамённого полка гвардии капитан Борис Чернышёв особо отличился в боях на плацдарме за рекой Одер в районе Прейсдорфа.
27 января 1945 года на плацдарме за Одером свыше батальона пехоты противников при поддержке самоходных орудий и бронетранспортёров предприняли контратаку на боевые порядки батареи гвардии капитана Чернышёва, которая приняла огневой удар. Без прикрытия пехоты воины артиллеристы в течение четырёх с половиной часов отбивали вражеские контратаки. Когда на фланг батареи прорвались немецкие автоматчики, а пулемётчик, прикрывавший этот участок, был ранен, и заменить его было некем, то в этой критической ситуации гвардии капитан Чернышёв сам лёг за пулемёт и отбил две неприятельские атаки, воодушевив тем самым личный состав на выполнение боевой задачи. Батарея удержала занимаемый рубеж. Все атаки противника были отбиты.
В этом бою батарея гвардии капитана Бориса Чернышёва сожгла два самоходных орудия и уничтожила до трёх десятков противников. А всего на боевом счету батареи числится двадцать один сожжённый танк, четыре самоходных орудия, девять разбитых орудий и свыше четырёхсот вражеских солдат и офицеров.
Указом Президиума Верховного Совета СССР от 10 апреля 1945 года за образцовое выполнение боевых заданий командования и проявленные при этом мужество и героизм гвардии капитану Чернышёву Борису Константиновичу присвоено звание Героя Советского Союза с вручением ордена Ленина и медали «Золотая Звезда».
После войны служил в армии, затем с 1949 года — в органах государственной безопасности. В 1950 году окончил Красноярский педагогический институт. Полковник, заместитель начальника Управления КГБ СССР по Красноярскому краю.
Б. К. Чернышов скончался 6 мая 1984 года. Похоронен в Красноярске на Аллее Славы кладбища Бадалык.
Награждён орденом Ленина, двумя орденами Красного Знамени, орденами Отечественной войны 2-й степени, Трудового Красного Знамени, Красной Звезды, медалями.
Имя Героя носит улица в Октябрьском районе Красноярска. Также красноярскому Муниципальному автономному общеобразовательному учреждению Лицей 7 присвоено имя Героя Советского Союза Б.К. Чернышева. На здании школы № 10 в городе Брянск установлена мемориальная доска.